# Dominik Eulberg
Dominik Eulberg, nació en 1978 en Westerwald, Alemania. Es un artista de música electrónica y DJ quien ha lanzado numerosos sencillos, así como también álbumes de larga duración en sellos tales como Cocoon Records y Traum Schallplatten. Ocasionalmente ha trabajado como guardabosques en parques nacionales en Alemania, una ocupación que planea seguir de tiempo completo en un futuro próximo después de retirarse de la música.

## Biografía

### Primeras etapas de su vida
La región de Westerwald, Alemania es el lugar donde Dominik Eulberg nació en 1978 y creció, cerca de la naturaleza.
La fascinación de Dominik por la música electrónica comenzó a una edad muy temprana. El Radio Show Clubnights con Sven Väth fue uno de sus principales influencias iniciales. En la edad de 15 años comenzó a comprar discos y aprendió a ser DJ. Desde el principio ha dado su atención a los sonidos innovadores y experimentales.

### Carrera
En 1995 compró su propio equipo, a fin de dar rienda suelta a su creatividad y comenzar a aparecer como un artista en vivo. Más tarde terminó en la ciudad de Bonn, donde comenzó a estudiar geografía ecológica. Además de la música, la naturaleza es lo más importante para él y también proporciona la inspiración para sus canciones. Algunos llaman a su estilo "eco-tecno".
Sus primeras publicaciones aparecieron en la disquera de Matthias Schaffhauser, Ware y en Raum Musik, un sello de Frankfurt. Poco después, se reunió con Riley Reinhold y Jaqueline Klein, lo cual resultó en una colaboración en las etiquetas Traum Schallplatten y Trapez. Es en este sello que su primer álbum Flora y Fauna salió a la luz. Más emisiones en Platzhirsch Schallplatten y Cocoon Recordings le sucedieron. Eulberg también se ha dado a conocer con sus remixes para artistas incluyendo canciones de DJ Hell, Roman Flügel, Le Dust Sucker, Tiefschwarz, Einmusik y Nathan Fake.

### Sonido
Todo tipo de sonidos de la naturaleza se establece el repertorio de sonidos en sus canciones y dar una orgánica, vivida de carácter a sus pistas. 
Desde el croar de las ranas a la cackling de aves, Dominik Eulberg siempre encuentra suficiente espacio para cantar sus canciones en los animales. Que se puede ver claramente si nos fijamos en algunos de sus títulos de pista, como por ejemplo "Basstölpel" (bass gannet)

### Premios
La Revista Groove en 2004, especializada en música electrónica, lo hizo a él un recién llegado del año 2004 y el tercer mejor productor. Su primer álbum "Flora y Fauna" fue elegido tercer mejor por un lector en la encuesta de la revista alemana Raveline y quinto mejor álbum del año 2004 por ambos Groove y De: Bug. Dominik fue también nominado para el alemán-Dance Music Award en las categorías "Mejor Remix" y "Artista revelación". 
En 2005, The Groove lo eligieron productor del año y el tercer mejor dj nacional. Además, cinco de sus remezclas aparecieron en el top 20 de los charts anuales. Por la revista Raveline fue elegido como segundo mejor “Remixer” y “recién llegados” y también su remix para Koletzki Oliver fue el número 2. También, fue votado como mejor acto de cuarto y quinto mejor DJ nacional.

## Discografía

### Álbumes
- 2004: Flora & Fauna [Traum Schallplatten]
- 2007: Bionik [Cocoon Recordings]
- 2007: Heimische Gefilde [Traum Schallplatten]
- 2011: Diorama [Traum Schallplatten]
- 2019: Mannigfaltig [!K7 Music]

### Mix-CD
- Dominik Eulberg - Kreucht & Fleucht [Mischwald]

### Sencillos y EP
- 2003: Der Hecht im Karpfenteich [Traum Schallplatten]
- 2004: Die Rotbauchunken vom Tegernsee [Traum Schallplatten]
- 2004: Ibsy Illitron [Sniper]
- 2004: Mabuse (con Wolfgang Thums) [Ware]
- 2004: Tigerkralle [Sniper]
- 2004: Untitled [Trapez]
- 2005: Die Wildschweinsuhle [Raum…musik]
- 2005: Gasthof „Zum Satten Bass“ [Trapez]
- 2006: Harzer Roller [Traum Schallplatten]
- 2006: Der Buchdrucker [Traum Schallplatten]
- 2006: Bionik [Cocoon Recordings]
- 2007: Kirschplunder & Jasmin Tee Bei Gabriel (Split-EP con Gabriel Ananda [Traum Schallplatten])
- 2007: Limikolen [Traum Schallplatten]
- 2008: Herbarium [Traum Schallplatten]
- 2009: Perlmutt [Traum Schallplatten]
- 2009: Sensorika [Traum Schallplatten]
- 2010: Daten-Übertragungs-Küsschen Remixes [Traum Schallplatten]
- 2011: Diorama Remixes Pt. 1 [Traum Schallplatten]
- 2011: Diorama Remixes Pt. 2 [Traum Schallplatten]
- 2012: Ein Stückchen Urstoff [Traum Schallplatten]
- 2013: The Space Between Us (con Gabriel Ananda) [Traum Schallplatten]
- 2013: Backslash [Herzblut Recordings]
- 2013: Chiroptera [Traum Schallplatten]
- 2014: ...A Little Further (con Extrawelt) [Cocoon Recordings]
- 2015: Spülsaum [Traum Schallplatten]

Terminadas como Rocco Branco
- 2005: Feuchtblatt ist Trumpf! [Platzhirsch]
- 2004: Blattschuss EP [Platzhirsch]
- 2005: Kapital Remixe (Misc., Einmusik) [Platzhirsch]
- 2010: Diamant [Platzhirsch]

### Remixes
Lista seleccionada
- DJ Hell – Follow you (Dominik Eulberg Remix) [Gigolo]
- Nathan Fake – Dinamo (Dominik Eulberg Remix) [Traum]
- Oliver Koletzki – Der Mückenschwarm (Dominik Eulberg Remix) [Cocoon]
- Shane Berry – Filteret 2 (Dominik Eulberg Remix) [Trapez]
- Pier Bucci – L'Nuit (Dominik Eulberg Remix) [Crosstown Rebels]
- Gabriel Ananda – Ihre persönliche Glücksmelodie (Dominik Eulberg Remix) [Kamarouge]
- Sweet n Candy – Tacky wake up (Dominik Eulberg Remix) [Raum...Musik]
- Steve Barnes – Cosmic Sanwich (Dominik Eulberg Remix) [MBF]
- Tiefschwarz – Issst (Dominik Eulberg Remix) [Fine]
- Einmusik – Jittery Heritage (Dominik Eulberg Remix) [Italic & Virgin]
- Le Dust Sucker – Mean Boy (Dominik Eulberg Remix) [Plong!]
- Roman Flügel – Geht's noch? (Dominik Eulberg Remix) [Cocoon]
- Dirt Crew – Largo (Dominik Eulberg Remix) [Dirt Crew Rec]
- Ozy – Lingo (Dominik Eulberg Remix) [Trapez]
- Hot Chip – One Pure Thought (Dominik Eulberg Remix) [EMI Recordds]
- Minilogue – Certain Things Part 1. (Dominik Eulberg Remix) [Traum Schallplatten]
- Minilogue – Drop the Mask of Self Protection (Dominik Eulberg Remix) [Traum Schallplatten]
- Fran – Arcade Love (Dominik Eulberg Remix) [Stil Vor Talent]
- Borealis – Nightfall (Dominik Eulberg's 'Jittery Dawn' Mix) [Origami Sound]
- Henry Saiz feat. Cornelia – Fill Me Up (Dominik Eulberg Remix) [Natura Sonoris]
- Marco Bailey – Grolzham (Dominik Eulberg Remix) [MB Elektronics]